# Stan Romanek
Œuvres principales
Messages - L'histoire de contacts extraterrestres la plus documentée au monde
Stanley Tiger « Stan » Romanek, né le 1er décembre 1962 à Denver, dans le Colorado, est un auteur américain et ufologue qui prétend avoir été en contact avec des extraterrestres à la suite d'un enlèvement à Denver en 2000. Son histoire est parue dans les périodiques américains spécialisés UFO Magazine et MUFON UFO Journal. Il est surtout connu pour son livre Messages - L'histoire de contacts extraterrestres la plus documentée au monde, dans lequel il relate ses prétendus contacts.
En 2017, Romanek est reconnu coupable de détention d'images pédopornographiques et condamné à deux ans de prison,. 

## Biographie

### Récit de l'enlèvement
Stan Romanek prétend avoir été enlevé par des extraterrestres. Sa première rencontre avec un ovni se serait produite en 2000 et à partir de là il aurait connu de nombreuses expériences personnelles liées aux visiteurs : apparition sur le corps de stigmates mystérieux visibles à la lumière noire, communication avec les visiteurs au moyen de voix d'esprits. Les extraterrestres auraient suivi son véhicule et seraient introduits chez lui, il aurait été en contact télépathique avec eux,.
En 2003, il se serait réveillé un matin, revêtu d'une chemise de nuit féminine, ce qui lui aurait donné à penser qu'il avait été enlevé puis ramené chez lui affublé des vêtements d'une femme, en l'occurrence ceux de Betty Hill, une autre victime des extraterrestres. Quand on lui demanda s'il avait fait analyser l'ADN présent sur les vêtements, il répondit qu'il en avait été dissuadé par le prix demandé,.
Invité à l'émission télévisée Primetime de la chaîne NBC en 2009, Romanek prétendit qu'il s'était prêté à une séance d'hypnose conduite par R. Leo Sprinkle, un psychologue spécialisé dans les affaires d'enlèvement par des extraterrestres. Sous hypnose, Romanek aurait retranscrit en entier l'équation de Drake (une formule permettant d'estimer le nombre, dans notre galaxie, de civilisations extraterrestres en mesure de communiquer), pour ensuite multiplier ce chiffre par 100. Le sceptique Joe Nickell balaya cette affirmation, expliquant que Romanek pouvait très bien avoir mémorisé l'intégralité du calcul.

### La « vidéo du coucou de l'extraterrestre »
En 2008, Romanek passa à l'émission Larry King Live aux côtés d'un certain Jeff Peckman, candidat aux élections municipales, qui prit fait et cause pour le récit de Romanek dans le cadre de la campagne qu'il menait en faveur de la création d'une Commisssion des affaires extraterrestres à Denver (Colorado). Romanek prétendit avoir enregistré la vidéo d'un extraterrestre lui faisant un petit coucou à sa fenêtre. Cette vidéo est désormais connue sous le nom de Video of Alien at Window (« vidéo de l'extraterrestre à la fenêtre »).
En mai 2008, lors d'une interview de Romanek sur la radio Coast to Coast AM, l'hôte, George Noory, lui suggéra de passer au détecteur de mensonge pour vérifier l'authenticité de la « vidéo du coucou de l'extraterrestre ». Romanek donna son accord mais lorsqu'il passa le test quelque temps plus tard, il échoua à la question « La vidéo du coucou de l'extraterrestre est-elle un canular ? ». Pour sa défense, et sans l'ombre d'une preuve, il argua que son état médical empêchait le détecteur de mensonge de fonctionner correctement. L'année suivante, lors du colloque 2009 sur Les mystères de l'univers se tenant à Kansas City, Romanek allégua, sans fournir de preuve, que Noory s'était arrangé pour le faire échouer au test.
Romanek prétendit aussi qu'il avait consulté un expert en vidéographie, lequel lui avait dit que pour fabriquer une telle vidéo, il faudrait débourser 50 000 dollars. Une association spécialisée dans la démystification du paranormal, la Rocky Mountain Paranormal Research Society, déclara alors que la confection d'une vidéo similaire ne lui avait coûté que 90 dollars,.

### L'implant disparu
En 2009, interrogé sur ABC Primetime, Romanek déclara que l'implant présent dans sa jambe était la preuve de la réalité de son enlèvement par des extraterrestres. Quand on lui proposa de faire examiner sa jambe par des médecins, il répondit que l'implant avait disparu.

### Condamnation en justice
Le 8 août 2017, le palais de justice du Comté de Larimer dans le Colorado, reconnaît Stan Romanek coupable de détention d'images à caractère pédopornographiques. À la suite du jugement rendu, celui-ci est condamné, le 17 décembre 2017, à deux ans de prison, peine qui doit être effectuée dans un centre de détention et de réhabilitation du Colorado ; Romanek se voit aussi interdire pour une durée de dix ans d'utiliser un ordinateur sans surveillance et de tenter d'entrer en contact avec des mineurs sans autorisation préalable. Il est incarcéré le jour même.

## Publications
- Messages: The World's Most Documented Extraterrestrial Contact Story (2009), publié en français sous le titre Messages - L'histoire de contacts extraterrestres la plus documentée au monde, Stan Romanek, J. Allan Danelek, AdA éditions, 2011  (ISBN 978-2-89667-368-1).
- The Orion Regressions, Éditeur : Etherean LLC, 2011
- Answers, Éditeur : Etherean LLC, 2012